# Maria Adolfsson
Maria Anna Katarina Adolfsson, född 27 juni 1958 i Stockholm, är en svensk författare. Adolfsson har bland annat arbetat som presstalesman för SL, innan hon debuterade som författare 2008 med romanen -alla för en. Men det var när Adolfsson började skriva kriminalromaner med den påhittade ögruppen Doggerland, placerad i Nordsjön, med inslag av både Skandinavien och Storbritannien, som hon slog igenom. Adolfsson är nu översatt och utgiven på 18 språk.